# Orgelbewegung
Orgelbewegung és un mot alemany encunyat cap al 1930 com a abreviació de "Orgel-Erneuerungsbewegung" (en alemany: "Moviment de renovació de l'orgue"), que designa el moviment per a la reforma de l'orgue, nascut a començaments del segle XX a Alemanya, que s'estengué als Estats Units d'Amèrica, i que fou després molt influent en l'art de l'orgueneria a tot el món.

## Orígens i cronologia del moviment

### Fullet de 1906 d'Albert Schweitzer
A partir d'un assaig d'un orgue nou a la Liederhalle de Stuttgart el 1896, en què, com el mateix Schweitzer explica a la seva autobiografia ("Aus Meinem Leben und Denken", Felix Meiner Verlag, Leipzig, 1931), "... en una fuga de Bach que Lange tocava per a mi, vaig percebre un caos de sons i no vaig poder distingir les veus per separat. Aleshores, el meu pressentiment que l'orgue modern significava, en aquest sentit, un pas cap endarrere, no pas cap endavant, es va convertir súbitament en una certesa."
Durant els deu anys següents, Schweitzer examinà molts instruments, antics i nous, i mantingué discussions amb orgueners i organistes, els quals solien fer mofa del seu convenciment que els orgues antics sonaven molt millor que els moderns. El 1906 cregué arribat el moment de proclamar l'evangeli de l'orgue ideal i publicà el fullet "Deutsche und Französische Orgelbaukunst und Orgelkunst" (L'art de la construcció d'orgues i de l'organista a França i a Alemanya, 51 p. p. Breitkopf & Härtel, Leipzig 1906). Aquest fullet, poc entès al principi, esdevingué seminal en el moviment de l'Orgelbewegung i Schweitzer hi feia una duríssima crítica dels orgueners de la seva època i demanava retornar a "l'experiència col·lectiva de les generacions". Defensava els salmers de corredora, la transmissió mecànica, les harmonitzacions a pressions baixes i blasmava els jocs que pretenen imitar instruments de corda i d'altres imitacions forçades d'instruments de l'orquesta moderna.

### El Congrés de Viena de 1909
Les idees de Schweitzer no es van acceptar sense dificultat. Al III congrés de la Internationalen Musikgesellschaft (Societat Internacional de Música) a Viena el 1909, es creà, per primera vegada la subsecció Sektion Vc - Orgelbaufragen (Qüestions quant a la construcció d'orgues) de la secció V de música d'església i Schweitzer hi participà activament. El resultat en foren unes Internationales Regulativ für Orgelbau (Normes internacionals de construcció d'orgues) que es reflectiren a les actes del congrés, (p. p. 636-679), però aquestes normes encara tenien a veure més amb qüestions de tècnica musical i semblen haver tingut poc efectes immediats. Cal dir, però, que l'interès de Schweitzer no era pas arqueològic, sinó que, per a ell, l'estudi dels instruments de l'època de Bach, Buxtehude i Pachelbel no era més que un punt de partida per aconseguir instruments moderns, però adequats a la música d'aquests autors.

### ElPraetoriusorgelde Friburg del 1921
Una primera realització pràctica d'aquestes idees s'esdevingué quan, el 1921, l'orguener Oscar Walcker, de Ludwigsburg, sota la direcció de Wilibald Gurlitt, musicòleg a la Universitat de Friburg, construí un orgue per a aquesta universitat, tot seguint les indicacions que havia fet Michael Praetorius a la segona part, Organographia, del seu Syntagma musicum, publicada a Wolfenbüttel (Alemanya) el 1619. Aquest orgue, que es perdé en un bombardeig el 1944, fou el primer intent de reconstruir el caràcter d'un orgue barroc, encara que els salmers no eren de corredores, la transmissió era electropneumàtica.

### La conferència de Friburg del 1926
Aquest orgue fou el centre de l'interès de la Freiburger Orgeltagung für deutsche Orgelkunst (Conferència de l'orgue per a la música alemanya d'orgue a Friburg de Brisgòvia), celebrada del 27 al 30 de juliol del 1926, amb uns 600 participants. Gurlitt hi proposà el "Orgel-Erneuerungsbewegung" ("Moviment de renovació de l'orgue") amb postulats que anaven molt més enllà d'allò que havia demanat Schweitzer. Aquesta conferència de Friburg donà l'impuls definitiu al moviment de reforma de l'orgue a Alemanya i despertà l'interès a bona part d'Europa i als Estats Units d'Amèrica. L'orguener alemany del segle xvii Arp Schnitger fou elevat a ídol del moviment i els seus orgues i els dels seus deixebles a l'Alemanya del nord i als Països Baixos esdevingueren els models generals a partir de llavors.

### Evolució posterior
Els postulats de l'orgelbewegung es mantingueren amb fermesa i certa bel·ligerància fins ben entrada la dècada dels anys 70 del segle xx. A partir de llavors, i potser com a conseqüència no esperada del mateix moviment, hom començà a valorar les circumstàncies històriques i l'estètica imperant a l'època de creació de cada instrument. En les restauracions d'orgues romàntics, per exemple, hom deixà d'intentar reconvertir-los a l'estètica neobarroca, i, per tant, de malbaratar-los, per mirar de retrobar les maneres de fer autèntiques dels orgueners d'aquesta època. És més: hom ha començat a desfer transformacions portades a terme en ple auge del neobarroquisme per retornar els instruments que no ho eren a les seves estètiques originals.
En orgues nous, hom tendeix a mantenir, però, la tracció mecànica per a la comunicació entre teclats i salmers, que segueixen sent de corredora, l'única manera que l'organista aconsegueixi una bona precisió en l'articulació i el fraseig. En canvi, cada vegada més, hom aplica les noves tecnologies electròniques i informàtiques al comanament de combinacions i acoblaments, que només es manté purament mecànic en orgues petits.

## Postulats
Els punts principals que han definit aquest moviment són:
- L'orgue és, bàsicament, un instrument polifònic, i tots els aspectes de disseny i construcció han de procurar aquest objectiu. Això implica canons dels millors materials possibles (estany, fusta) harmonitzats a peu obert, a baixa pressió (per sota de 75 mmHg) tot evitant-ne l'ús de frens a les boques.
- L'orgue és un instrument de teclat molt sensible i de resposta ràpida. L'organista ha de situar-se ben a prop de l'instrument i tenir un control directe dels mecanismes lligats als teclats. Per tant, només resulta musicalment acceptable la transmissió mecànica entre teclats i salmers.
- L'orgue ha de cantar lliurement cap a la zona principal d'audició i, per tant, cal posar-lo en un lloc preferent i una mica elevat, preferiblement a l'eix central del local que ha de servir. Per tal d'aconseguir la màxima eficiència en la projecció del so, el màxim contrast entre el so de cada cos i les millors ressonància, mescla, equilibri i calidesa, els canons de cada cos de l'orgue han d'estar delimitats per la seva pròpia subcaixa, oberta només cap a la zona d'audició, i amb el joc més important a la façana del costat obert.
- La definició i distribució dels jocs de l'instrument ha de fer-se d'acord amb les exigències de la música que s'hi executarà, amb la música polifònica com a primer tipus determinant. Hom pot afegir recursos per ampliar-ne l'abast, segons permetin l'espai i els recursos econòmics disponibles. Però cal evitar els intents d'abastar un espectre massa ampli sense disposar dels recursos necessaris, perquè, aleshores, només s'aconseguirà un instrument inadequat a qualsevol literatura i, per tant, indigne de l'església.
- Els noms escollits per als jocs han de ser, simplement, una indicació de la funció, tessitura o tipus de canons que l'integren, d'acord amb les tradicions ja ben establertes. Cal evitar còpies sense sentit de llistes antigues de jocs.
- La guia per definir la distribució dels jocs de l'instrument, ha de ser el Werkprinzip desenvolupat per l'escola d'Arp Schnitger. Els jocs del tipus "Principal" a cada cos han d'estar a octaves diferents i els altres jocs cal escollir-los de manera que formin un conjunt coherent amb aquest. Això garanteix la integritat i la completesa de cada cos individualment, sigui quina sigui la dimensió de l'orgue a construir, i proporciona un contrast ben definit entre els cossos.
- La distribució física dels cossos de l'orgue i l'aparença arquitectònica cal fer-la, també, segons el Werkprinzip de l'escola d'Arp Schnitger i d'escoles similars. Aleshores, la façana de l'orgue ofereix una presentació funcional del disseny i distribució del jocs, així com de les relacions entre els diversos cossos. Els orgues haurien de tenir una estructura més aviat vertical i poc profunda, amb els cossos corresponents als teclats manuals posats un sobre un altre, amb el del pedaler als costats, encara que això ha d'adequar-se a cada situació individual.

## L'orgelbewegungals Països Catalans i la península Ibèrica
Abstracció feta de la Catalunya Nord, sota influència francesa a l'època que ens ocupa, el secular aïllament cultural d'Espanya i, en particular, de l'Església Catòlica d'Espanya, van fer que l'orgelbewegung no hi arribés, en dates ja molt tardanes, fins al retorn a Catalunya de l'orguener Gabriel Blancafort i París, després dels seus anys de formació als Établissements González a París i, sobretot, a la casa Walcker, a Ludwigsburg (Alemanya). A partir d'aquell moment, un estol de col·laboradors i deixebles del seu taller de Collbató, en independitzar-se, estengueren la nova orgueneria per tota la península Ibèrica, amb especial èmfasi en la recuperació de les escoles ibèriques clàssiques d'orgueneria.